# Jüdische Gemeinde Ivančice
Die Jüdische Gemeinde in Ivančice (deutsch Eibenschütz oder Eibenschitz), einer Stadt im Bezirk Okres Brno-venkov in Tschechien, entstand urkundlich nachweisbar in der zweiten Hälfte des 15. Jahrhunderts. Die jüdische Gemeinde wurde während des Zweiten Weltkriegs von den deutschen Besatzern ausgelöscht.

## Geschichte

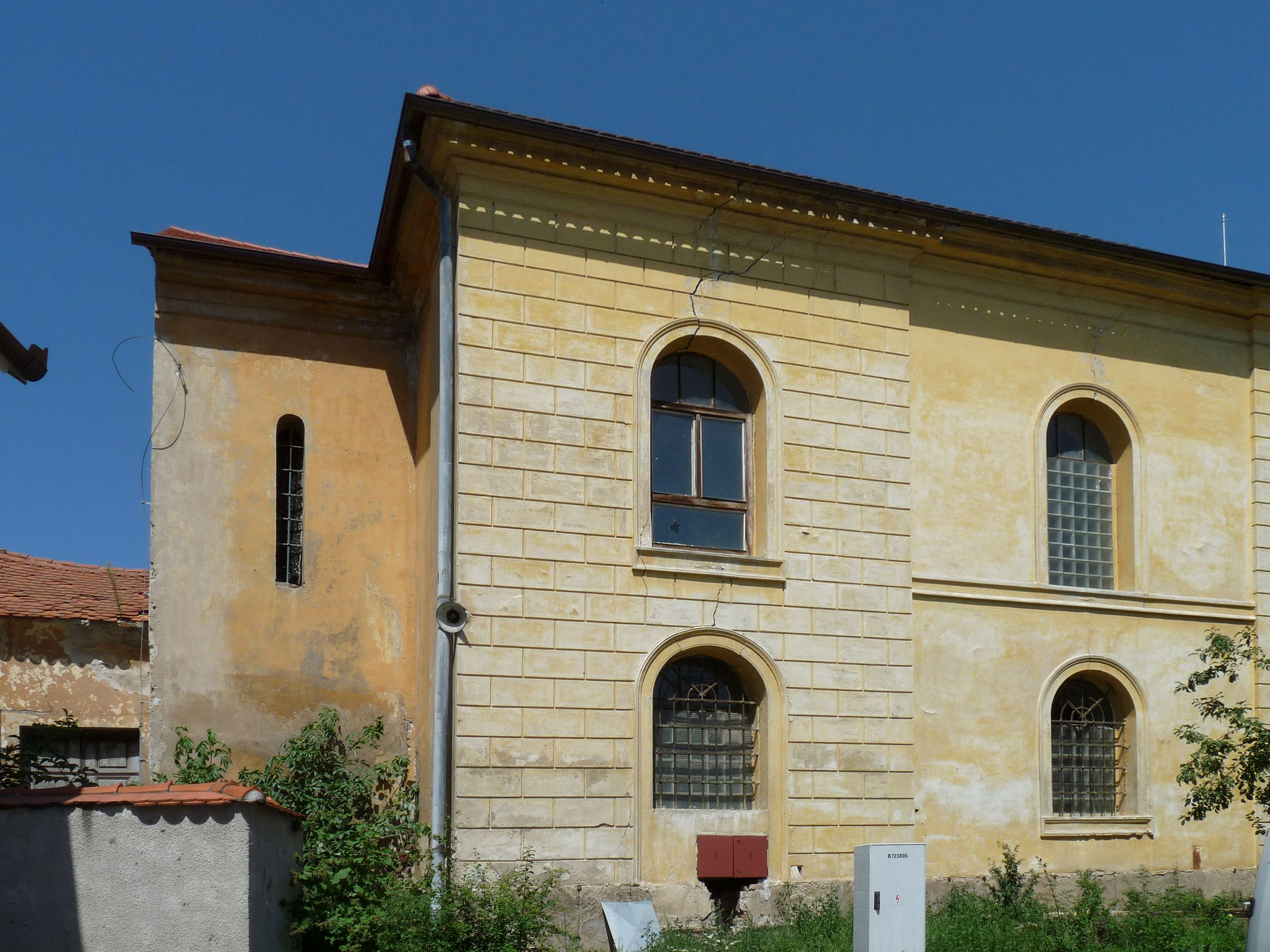
Synagoge in Ivančice

In Ivančice sollen seit dem 10. Jahrhundert Juden gewohnt haben, damit würde der Ort zu den ältesten von Juden bewohnten Orten Mährens gehören. Urkundlich nachweisbar ist die jüdische Gemeinde aber erst in der zweiten Hälfte des 15. Jahrhunderts. Vom Fürsten Anton Florian von Lichtenstein wurde 1721 eine Judenordnung erlassen, die das Leben der Juden in der Stadt Ivančice regelte. Die Juden lebten zu dieser Zeit ghettoartig in drei Gassen nahe dem heutigen Comenius-Platz. Nach dem Brand von 1710 musste das jüdische Viertel wieder aufgebaut werden. Hier stand auch immer eine Synagoge, die letzte wurde von 1851 bis 1853 errichtet. Von den 1820er Jahren bis 1902 bestand eine jüdische Elementarschule. Ebenfalls gab es bis 1840 in Ivančice eine Jeschiwa, aus der zahlreiche Rabbiner hervorgingen. Einer von ihnen war der Vater des berühmten Gelehrten Jonathan Eybeschütz (1690–1764). Das älteste Zeugnis jüdischen Lebens ist der jüdische Friedhof nordwestlich der Stadt in der Mřenková-Straße. Er wurde spätestens zu Beginn des 16. Jahrhunderts angelegt.
Durch Aus- und Abwanderung war bis Anfang der 1930er Jahre der jüdische Bevölkerungsanteil in der Stadt Ivančice auf weniger als 2 % gesunken. Nach der deutschen Besetzung der Tschechoslowakei wurde in der Stadt ein Internierungslager für Juden eingerichtet.
Nach dem Zweiten Weltkrieg gab es wieder kurzzeitig eine jüdische Gemeinde in Ivančice.

## Gemeindeentwicklung
| Jahr    | Gemeindemitglieder | in % der Gesamteinwohnerschaft |
| ------- | ------------------ | ------------------------------ |
| 1618    | 19 Familien        |                                |
| 1791    | ca. 530 Personen   | ca. 20 % der Einwohner         |
| 1830    | ca. 800 Personen   |                                |
| um 1855 | ca. 630 Personen   |                                |
| 1870    | ca. 600 Personen   |                                |
| 1880    | 122 Personen       |                                |
| 1900    | 91 Personen        |                                |
| 1930    | 141 Personen       |                                |

## Persönlichkeiten
- Guido Adler (1855–1941), Musikwissenschaftler
- Hugo Weisgall (1912–1997), Komponist